# کازوکی یاماگوچی
کازوکی یاماگوچی (ژاپنی: 山口 和樹؛ زادهٔ ۷ اکتبر ۱۹۸۶) یک بازیکن فوتبال اهل ژاپن است.
از باشگاه‌هایی که در آن بازی کرده‌است می‌توان به باشگاه فوتبال آویسپا فوکوئوکا اشاره کرد.